# Ove Hove
Ove Hove (17. maj 1914 i Skive – 21. oktober 1993) var en dansk arkitekt, politiker (Socialdemokraterne) og minister.
Han var boligminister i Regeringen Anker Jørgensen II fra 26. februar 1977 til 30. august 1978.